# Давине, Гораций Эдуард
Гораций Эдуард Давине (23 февраля 1839 года, Пон-д’Эн — 30 июня 1922 года, Берн) — французско-швейцарский архитектор. Инспектор Бернского художественного музея. Оставил личную коллекцию современного искусства в музее.

## Биография

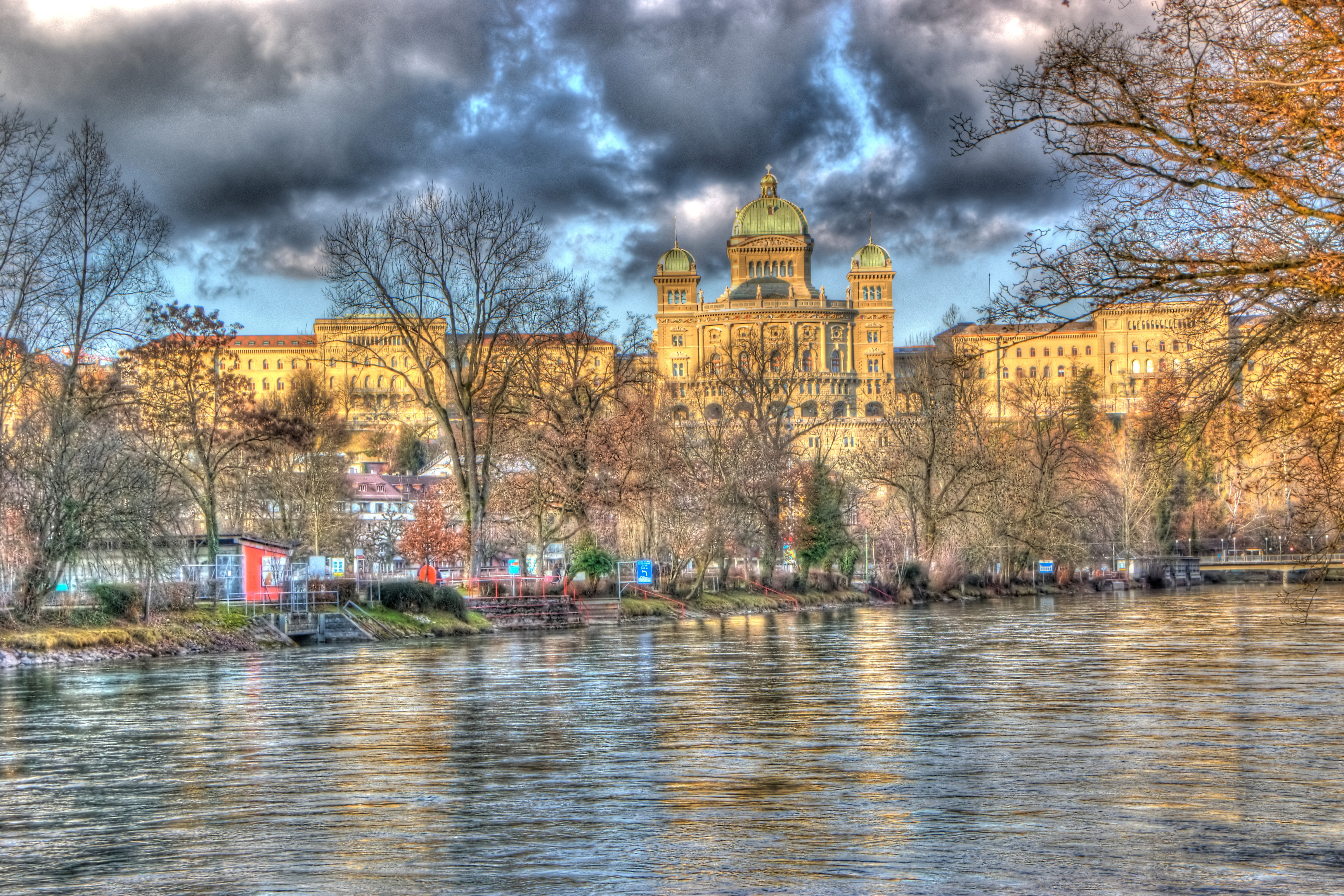
Федеральный дворец. Западная часть. Архитекторы Я. Ф. Штудер, Г. Э. Давине

Был сыном мэра французского Пон-д’Эна Франсуа Давине. Учился в школе в Бург-ан-Бресс. После смерти матери жил в Берне. В 1855 году его сестра вышла замуж за архитектора Якоба Фридриха Штудера, и в 1856 году Давине начал учиться у своего зятя. В архитектурном бюро Штудера он участвовал в планировании здания Федеральной ратуши в Берне (ныне: Бундесхаус-вест, Западная часть Федерального дворца), отеля «Бернерхоф»(Bernerhof), Гисбах (Giessbach) и Юнгфраублик (Jungfraublick) в Венгене в округе Интерлакен. Участвуя в разработке первых крупных гостиничных проектов в Бернском Оберланде, приобрёл необходимые знания и опыт в области гостиничной архитектуры.

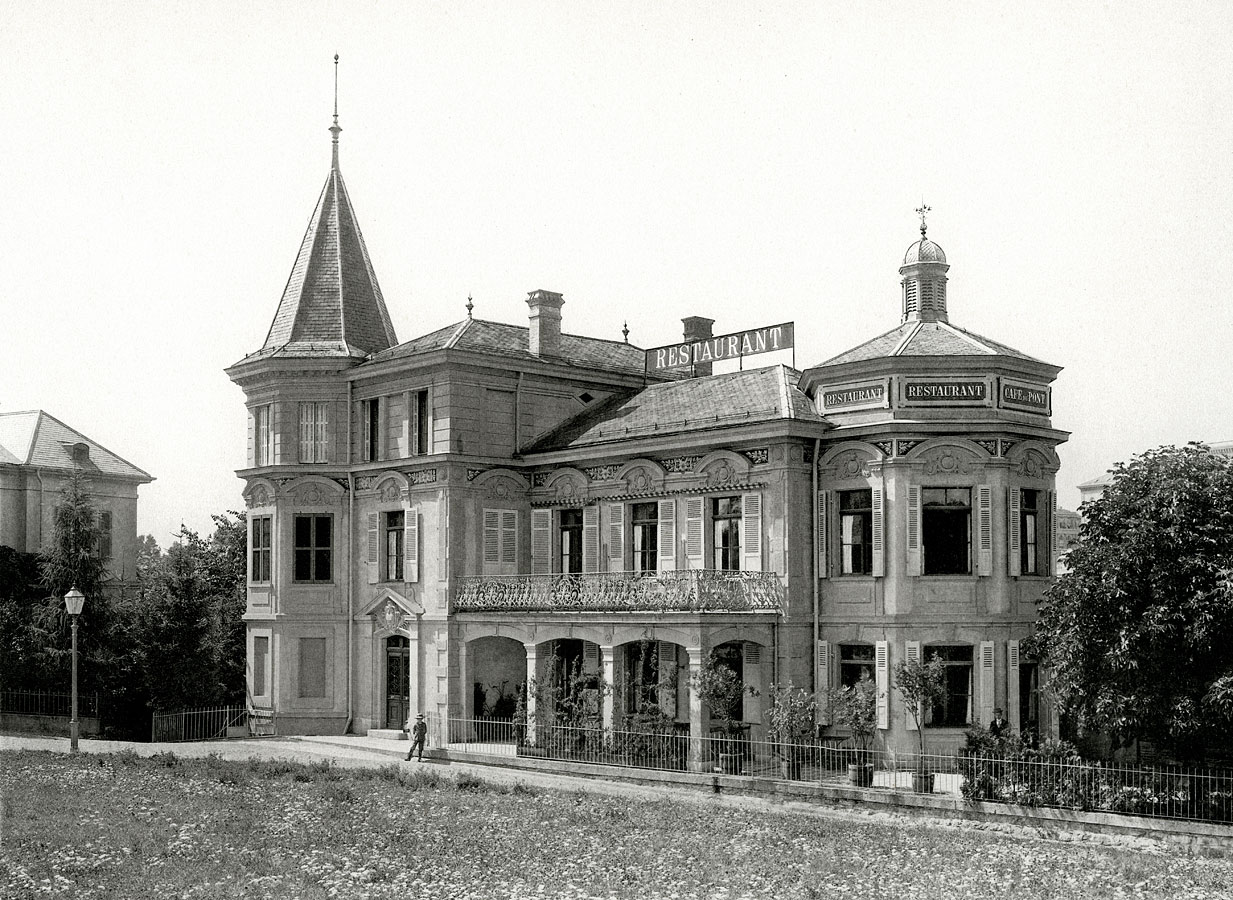
Ресторан «Дюпон» в районе Кирхенфельд. Берн. Архитектор Г. Э. Давине

С 1862 по 1864 год Давине работал в Штутгарте у профессора Штуртгартского политехнического института Вильгельма Боймера. В тот период Боймер был занят строительством мавританского дворца для короля Вильгельма I Вюртембергского (Damaszenerhalle der Wilhelma), который превратился в большой зоологический парк в Каннштатте.
В 1864 году Давине вернулся в Швейцарию, чтобы построить вместе со Штудером гранд-отель «Виктория» в Интерлакене. В 1866 году вместе со Штудером основал архитектурное бюро в Интерлакене, которое вскоре возглавил в качестве директора. Он построил «Оберлэндер Хоф» (Oberländer Hof) и «Бо-Риваж» (Beau Rivage) в Интерлакене, отель «Виктория» в Берне, гранд=отель «Шрайбер» на курорте «Риги- Кульм» и гранд-отель в деревне Зелисберг. В 1876 году Давине перенес свой офис обратно в Берн и работал в качестве архитектора и предпринимателя на строительстве бернского района Кирхенфельд, план которого он представил уже в 1859 году. В 1880-х годах он больше занимался строительством особняков для высших слоев бернского общества.
В 1891 году Давине был назначен инспектором Бернского художественного музея, и в последующие годы посвятил себя главным образом этому делу. Управление архитектурным бюро Давине передал своему внучатому племяннику Фридриху Штудеру, который в 1904 году стал его партнером и занял офис в 1913 году.
Давине стал почётным гражданином Берна в 1900 году, а в 1901 году он стал членом Общества Обер-Герверн.
Возглавлял Бернское общество изящных искусств (1888—1894, 1901—1906). Оставил личную коллекцию произведений современных художников в музее.
Умер в Берне 30 июня 1922 года.
Работы архитектора Давине:
— Совместно с Якобом Фридрихом Штудером- строительство западной части Федерального парламента Швейцарии
— Гостевой дом Damascenerhalle и Wilhelma, Каннштатт, 1862—1864 гг. (В офисе Боймера)
— Отель «Виктория» и «Отель Юнгфрау», Интерлакен, 1864—1864 гг.(Строительные работы с Якобом Фридрихом Штудером по планам Роберта Роллера)
— «Бо- Риваж» в Интерлакене
— Гранд-отель «Гризбах» в Бриенце
— Планировка застройки района Кирхенфельд в Берне
— Вилла «Цурбюгг», позже известная как Dépendance Hotel Blüemlisalp, в Эши недалеко от Шпица, построенная в 1865 году.
— Реконструкция гранд-отеля «Рёмербад» в Баденвайлере (Германия), 1880/1881 г. и др.